# Mazda MX Sport Runabout
La Mazda MX Sport Runabout est un concept car du constructeur automobile japonais Mazda, présenté au salon de Genève en 2002.
Son design est celui d'un petite citadine compacte, elle préfigure la Mazda 2 de première génération.